# Хільберто Сепульведа
Хільберто „Тіба“ Сепульведа Лопес (ісп. Gilberto "Tiba" Sepúlveda López, нар. 4 лютого 1999, Гуасаве, Мексика) — мексиканський футболіст, центральний захисник клубу «Гвадалахара» та національної збірної Мексики.

## Ігрова кар'єра

### Клубна
Хільберто Сепульведа є вихованцем футбольної школи мексиканського клубу «Гвадалахара». У січні 2019 року футболіст дебютував на професійному рівні в основі команди у матчі Кубка Мексики. В чемпіонаті країни Сепульведа провів першу гру 1 вересня того року проти «Крус Асуль».

### Збірна
У 2018 році Хільберто Сепульведа у складі молодіжної збірної Мексики брав участь у молодіжному чемпіонаті КОНКАКАФ. Також футболіст був у складі збірної на молодіжному чемпіонаті світу у 2019 році в Польщі. На турнірі Хільберто зіграв у трьох матчах групового етапу.
Перший виклик до національної збірної Мексики Сепульведа отримав у листопаді 2019 року на матчі Ліги націй КОНКАКАФ. Та першу гру в складі збірної захисник провів 30 вересня 2020 року, коли вийшов на заміну у товариському матчі проти команди Гватемали.